# Mr Mondialisation
Mr Mondialisation est un média d'actualité francophone indépendant et citoyen lancé en janvier 2013 par un auteur anonyme belge.
Entièrement financée par ses lecteurs et dépourvue de publicité, la page collabore avec des intervenants de plusieurs pays. Sa ligne éditoriale se veut apartisane, mais résolument politique portée par des valeurs décroissantes.

## Histoire

### Avant le site web
En 2004, un objecteur de conscience belge, né à Charleroi, ouvre un blog de réflexion sobrement intitulé "Mondialisation" et consacré aux effets néfastes de celle-ci,. Surnommé "Mr Mondialisation" par les internautes qui interagissent avec lui sur son blog, il crée en 2009 une page Facebook, puis en 2010 une chaîne YouTube du même nom. Il utilise alors ces plateformes pour créer du contenu inédit mais aussi relayer toutes les informations lui paraissant intéressantes[source insuffisante].
Mais c'est véritablement en 2012 que la notoriété de Mr Mondialisation augmente fortement grâce à une vidéo où il met en scène le discours de Charlie Chaplin dans Le Dictateur, la séquence dépassant le million de vues. Avec cette nouvelle popularité, la page Facebook prend de plus en plus d'importance, et un collectif de bénévoles se propose d'aider le concepteur. Ceux-ci ont pour mission d'écrire des articles et d'animer des débats sur les réseaux sociaux quotidiennement[réf. nécessaire].

### Création du site web et professionnalisation
En janvier 2015, Mr Mondialisation lance officiellement son site web pour héberger son propre contenu. Dans le même temps, la structure se professionnalise en engageant une équipe de travailleurs indépendants dirigée par le fondateur. Grâce aux dons de ses lectrices et lecteurs, le média altermondialiste rémunère alors de façon régulière des membres pour leurs articles, dossiers de fond, enquêtes, reportages vidéo, illustrations etc[réf. nécessaire].

## Identité visuelle

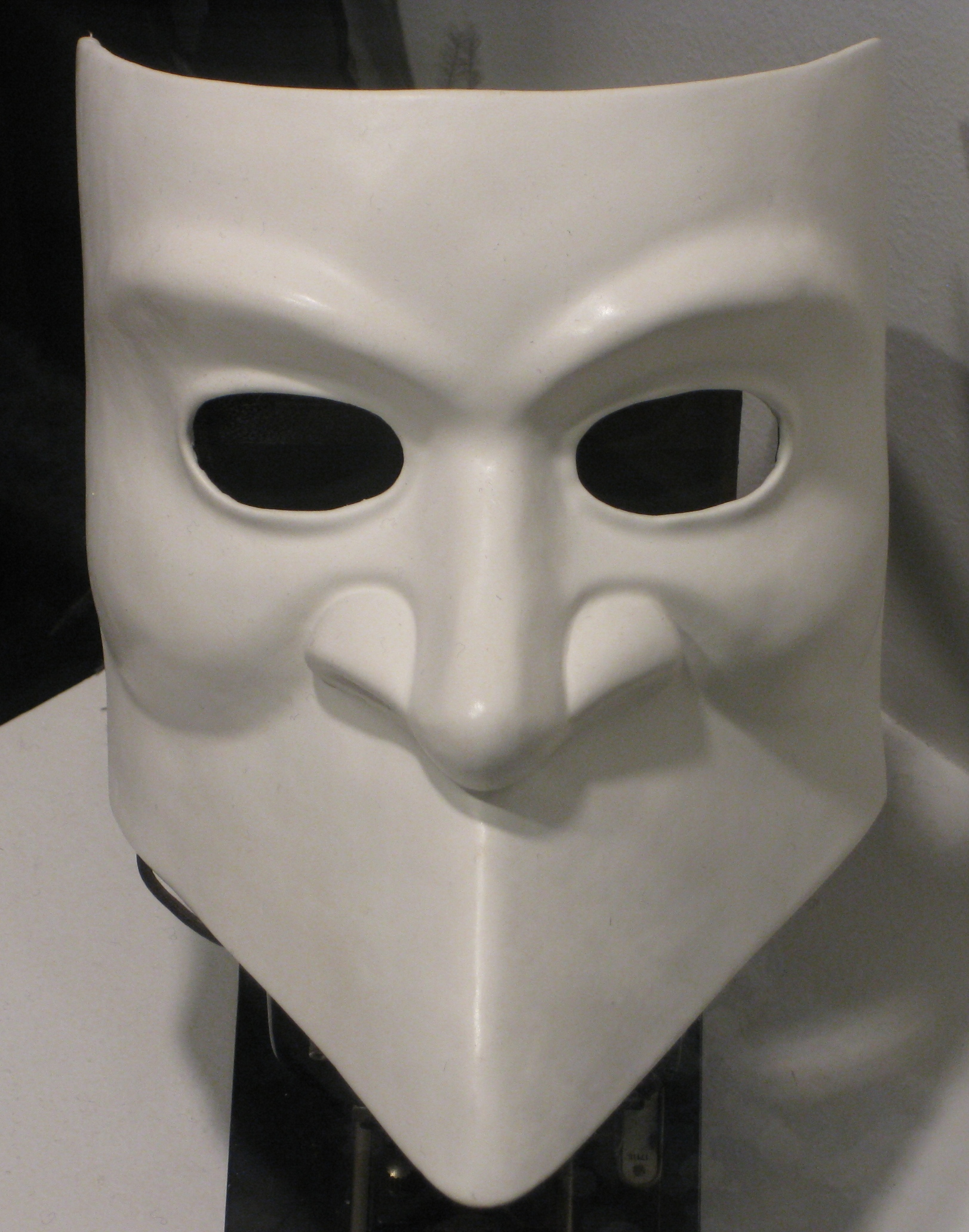
Le masque vénitien "Bauta" symbole de Mr Mondialisation

Mr Mondialisation est associé depuis ses débuts à la Bauta, un masque vénitien en papier mâché. C'est à l'été 2007, durant d'un voyage en Italie que le créateur du site à l'idée d'utiliser cet emblème.

## Audience
Sur Facebook la communauté active de Mr Mondialisation rassemblait plus de 1,6 million de personnes en novembre 2022. À la même date, les pages Twitter et YouTube comptaient respectivement 26 000 et 60 000 abonnés. Sur YouTube, la vidéo ayant reçu le plus de vues culminait à 1,7 million de visionnages en novembre 2022.
Le site recevrait, quant à lui, environ deux millions de visiteurs chaque mois.

## Partenariats
Depuis son apparition, Mr Mondialisation a toujours partagé des contenus qu'il ne produisait pas lui-même, lorsque ceux-ci lui paraissaient pertinents. Certains créateurs ont aussi parfois directement coopéré avec le site. Ce fut par exemple le cas de la chaîne écologiste belge, Le Biais vert. Ainsi, en collaboration avec cette dernière, Mr Mondialisation accompagne la réalisation du J-Terre, une émission en ligne lancée en septembre 2018 par François Legrand et Félicien Bogaerts et à laquelle une dizaine de youtubeurs sont associés. L'ambition est « de donner naissance au premier journal du web dédié à l'actualité environnementale ».

### Suremballage plastique
Le site s'attaque en particulier de façon récurrente au suremballage plastique des articles de supermarché. Au printemps 2020, durant le confinement lié à la pandémie de covid-19, le lectorat de Mr Mondialisation parviennent d'ailleurs à faire plier Carrefour et Grand Frais quant au suremballage de certains de leurs produits alimentaires grâce à un bad buzz sur les réseaux sociaux,. L'opération #balancetonproduit lancée par la page Facebook aux 1,7 million d'abonnés est un succès. Cette initiative, destinée à dénoncer notamment l'utilisation démesurée de plastique dans les supermarchés, conduit les deux géants de la grande distribution à s'engager à ne pas réitérer ce type de pratique. Depuis, la campagne #balancetonproduit enflamme régulièrement les réseaux sociaux et fait parler d'elle dans les médias,,.

### Scandale agroalimentaire
En mai 2021, Mr Mondialisation publie une enquête concernant les conditions désastreuses de fabrication des pizzas surgelées Buitoni: « Insalubrité, gaspillage alimentaire systématique, omniprésence du plastique, sous-effectifs, provenances douteuses des marchandises : le site de production de 15 000 m2, situé à Caudry dans le nord de la France, fabrique des pizzas surgelées dans des conditions accablantes. » Un an plus tard, Buitoni se retrouve au centre d'un scandale sanitaire : certaines des pizzas sont contaminées, entraînant des cas d'hospitalisations et de décès. Les images de l'investigation de Mr Mondialisation font alors le tour de la sphère médiatique,,,.

## Ligne éditoriale

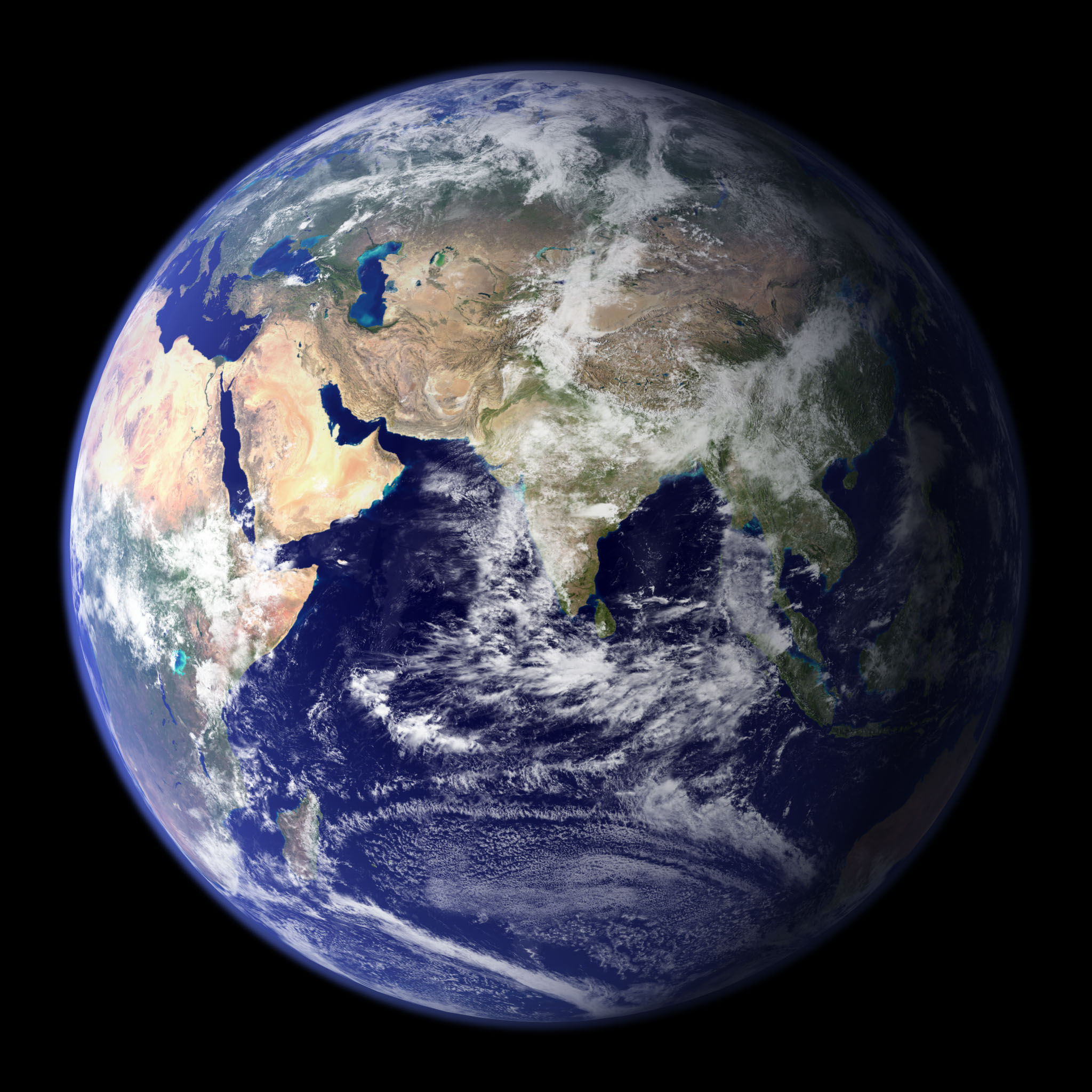
La défense de la planète, l'un des marqueurs majeurs de Mr Mondialisation

Il propose une veille de l'actualité environnementale, sociale et politique. Il met, par ailleurs, en avant des initiatives qui s'inscrivent dans une démarche à la fois sociale et solidaire, et dont l'objectif est d'établir des alternatives au modèle de consommation dominant[réf. nécessaire]. De cette manière, il souhaite sensibiliser l'opinion publique à propos des conséquences de l'économie productiviste et offrir des pistes de réflexion qui témoignent de l'engagement d'individus partout dans le monde. Par là, il s'inscrit directement dans le journalisme de solutions.
Ses vidéos sont avant tout un appel au questionnement. Y sont abordés des thèmes tels que le consumérisme, la décroissance ou l'écologie politique. En février 2016, un de ses articles a traité du rapport entre hommes et femmes, suscitant quelques réactions.

## Le livre «Vous êtes l'Evolution»
À l'automne 2023, Mr Mondialisation publie avec les éditions Massot un ouvrage collectif intitulé « Vous êtes l’Évolution », coécrit par ses rédactrices et rédacteurs, et préfacé par l’humoriste et auteur Guillaume Meurice, compilant vingt dossiers de fond retravaillés, représentatifs de son travail et de sa ligne éditoriale depuis dix ans. L’ouvrage, témoin du profond engagement du média dans la justice sociale, l'écologie et la lutte contre les inégalités, inclut également plus de vingt œuvres engagées, grâce à la contribution de quatorze artistes : « Une lecture positive allant volontairement de la déconstruction de notre paradigme à notre reconstruction collective. »

### Contexte et genèse
A l'âge de 17 ans, le fondateur de Mr Mondialisation a reçu le diagnostic d'une maladie génétique rare écourtant son espérance de vie. Cette annonce l’a incité à réfléchir sur l'usage de son temps et à se consacrer au service du bien commun. C’est notamment le succès de la vidéo intitulée Vous êtes l'Évolution qui a permis le développement et la popularisation du média, c’est pourquoi le livre, synthèse de dix années de travail, d’analyses et de militantisme, porte son nom.

### Campagne de financement participatif
En amont de l’impression du livre, une campagne de financement participatif a été lancée sur la plateforme KissKissBankBank, permettant de précommander le livre, avec éventuellement d’autres contreparties. Cette campagne a rencontré un succès retentissant avec 11 944 préventes réalisées en moins deux mois, le tout sans grande médiatisation, seuls quelques rares médias ayant accepté de relayer le lancement du livre,,,. Cette démarche a non seulement permis de financer la publication du livre mais aussi de limiter le gaspillage : un nombre limité d’exemplaires a été imprimé pour se focaliser sur la demande réelle et éviter les sur-stocks, réduisant ainsi l’empreinte écologique du processus. De la même manière, dans sa logique écologiste, Mr Mondialisation a sélectionné, à chaque étape de la production « le choix le plus respectueux possible de l’environnement, peu importe le coût » (encres végétales, papier issu de forêts européennes durablement gérées, transport groupé, couverture légère sans vernis). Des dons ont également été reversés à des associations pour chaque livre vendu.

### Contenu et thématiques
Le livre aborde différents sujets liés aux crises environnementales, économiques et sociales de notre époque. Il traite notamment du dogme de la croissance, du capitalisme globalisé, des ravages de l’industrie, mais aussi des méfaits de la chasse ainsi que d’autres défis écologiques et sociaux auxquels notre civilisation est aujourd’hui confrontée, proposant également des pistes d’action pour mieux comprendre et affronter la menace d’effondrement systémique. Il pointe du doigt des fausses solutions telles que le capitalisme vert (le paradoxe de Jevons déconstruisant le mythe du développement durable), appelant à la décroissance et à l’action directe et citoyenne, rappelant au passage l’importance de la lutte des classes. Il met également en avant l’univers du réalisateur japonais Hayao Miyazaki qui, selon Mr Mondialisation « a réussi cette prouesse qu’aucun mot ne saura jamais incarner : montrer le monde tel qu’il devrait être, au-delà de ce qu’il est. »

### Message et philosophie
Le livre se veut un plaidoyer pour une transformation radicale de la société, sous le prisme des Droits Humains et de la Science, appelant à une prise de conscience collective et à l'adoption d'actes concrets. Les autrices et auteurs incitent les lecteurs à agir avec détermination pour un monde plus juste et durable, tout en évitant les compromissions idéologiques. Somme toute positif et porteur d’espoir, il met en lumière la possibilité d’un autre monde où primerait la justice sociale et environnementale.

### Réception critique
Le livre a été très bien reçu par le public, salué pour sa capacité à allier des analyses intellectuelles rigoureuses à une écriture accessible au grand public. Il a également été perçu comme un guide pratique pour ceux qui souhaitent s’engager dans les luttes écologiques et sociales, tout en offrant une perspective optimiste sur la possibilité de changements concrets et positifs,,.

### Éditions
- Vous êtes l'Évolution (2023), Mr Mondialisation, MASSOT éditions.